# بامير توبي
بامير مرتضى توبي (بالألبانية: Bamir Myrteza Topi‏) ولد في 24 أبريل عام 1957م في تيرانا العاصمة الألبانية، هو الرئيس الخامس لجمهورية ألبانيا وقد تولى الرئاسة خلفا لألفريد مويسيو في 23 يوليو 2007.

## روابط خارجية
- بامير توبي على موقع مونزينجر (الألمانية)
- بامير توبي على موقع إن إن دي بي (الإنجليزية)